# Saint-Denis-les-Ponts
Saint-Denis-les-Ponts ist eine Ortschaft und eine ehemalige französische Gemeinde  mit 1669 Einwohnern (Stand: 1. Januar 2019) im Département Eure-et-Loir in der Region Centre-Val de Loire. Sie gehörte zum Arrondissement Châteaudun und zum Kanton Châteaudun.
Mit Wirkung vom 1. Januar 2019 wurden die früheren Gemeinden Lanneray und Saint-Denis-les-Ponts zur Commune nouvelle Saint-Denis-Lanneray zusammengeschlossen und haben dort den Status einer Commune déléguée. Der Verwaltungssitz befindet sich im Ort Saint-Denis-les-Ponts.

## Geographie
Saint-Denis-les-Ponts liegt etwa zwei Kilometer westlich des Stadtzentrums von Châteauduns am Fluss Loir. Umgeben wird Saint-Denis-les-Ponts von den Ortschaften
- Lanneray im Norden und Westen,
- Châteaudun im Norden und Nordosten,
- La Chapelle-du-Noyer im Osten und Südosten,
- Cloyes-les-Trois-Rivières mit Douy im Süden und Saint-Hilaire-sur-Yerre im Westen und Südwesten.

## Bevölkerungsentwicklung
| Jahr                       | 1962 | 1968 | 1975 | 1982 | 1990 | 1999 | 2006 | 2013 |
| Einwohner                  | 846  | 1008 | 1539 | 1716 | 1567 | 1544 | 1743 | 1714 |
| Quellen: Cassini und INSEE |      |      |      |      |      |      |      |      |

## Sehenswürdigkeiten

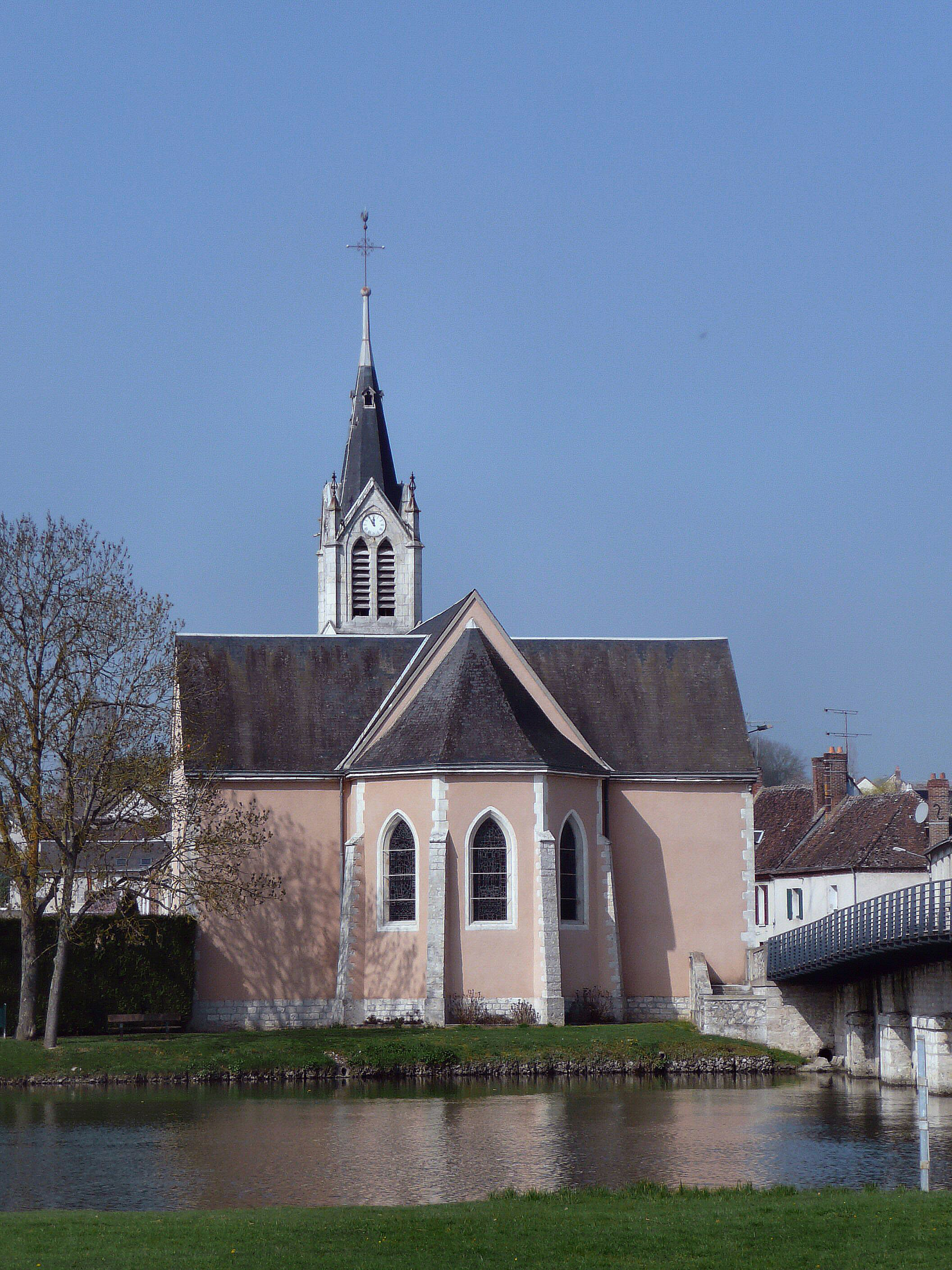
Kirche Saint-Denis

- Kirche Saint-Denis
- Brücke über den Loir